# Mishongnovi
Mishongnovi / "place of the black man,"/ u ranija vremana Majananí, jedan od puebala Hopija s Druge Mese (Second Mesa ili Middle Mesa) u Arizoni. U starija vremena spominje se s 4 drugih puebala, to su Aguato ili Aguatuybá (Awatobi), Gaspe (Gualpe, Walpi), Comupaví ili Xumupamí (Shongopovi), i Olalla ili Naybf (Oraibi). Populacija je 1900. iznosila 244, a za ostala dva puebla na istoj mesi 225 (Shongopovi) i 126 (Shipaulovi). 
Mishongnovi svoje ime dobiva po klanskom vođi koji je oko 1200. godine ovamo došao iz sjeverne Arizone s vulkanske planine San Francisco Peaks. Originalni pueblo nalazio se u podnožju mese a napušten je 1690.-tih godina, da bi se kasnije novi pueblo ponovno utemeljio na njezinom vrhu. -U Mishongnoviju su se održavali poznati Hopi-plesovi Snake Dance (Zmijski ples).